# Xenofrea lupa
Xenofrea lupa là một loài bọ cánh cứng trong họ Cerambycidae.